# آرچی ویلیامز
آرچی ویلیامز (انگلیسی: Archie Williams؛ ۱ مه ۱۹۱۵ – ۲۴ ژوئن ۱۹۹۳) دونده اهل ایالات متحده آمریکا بود.
وی در مسابقات کشوری و بین‌المللی در مجموع برندهٔ ۱ مدال طلا شده‌است.